# Тустоголови

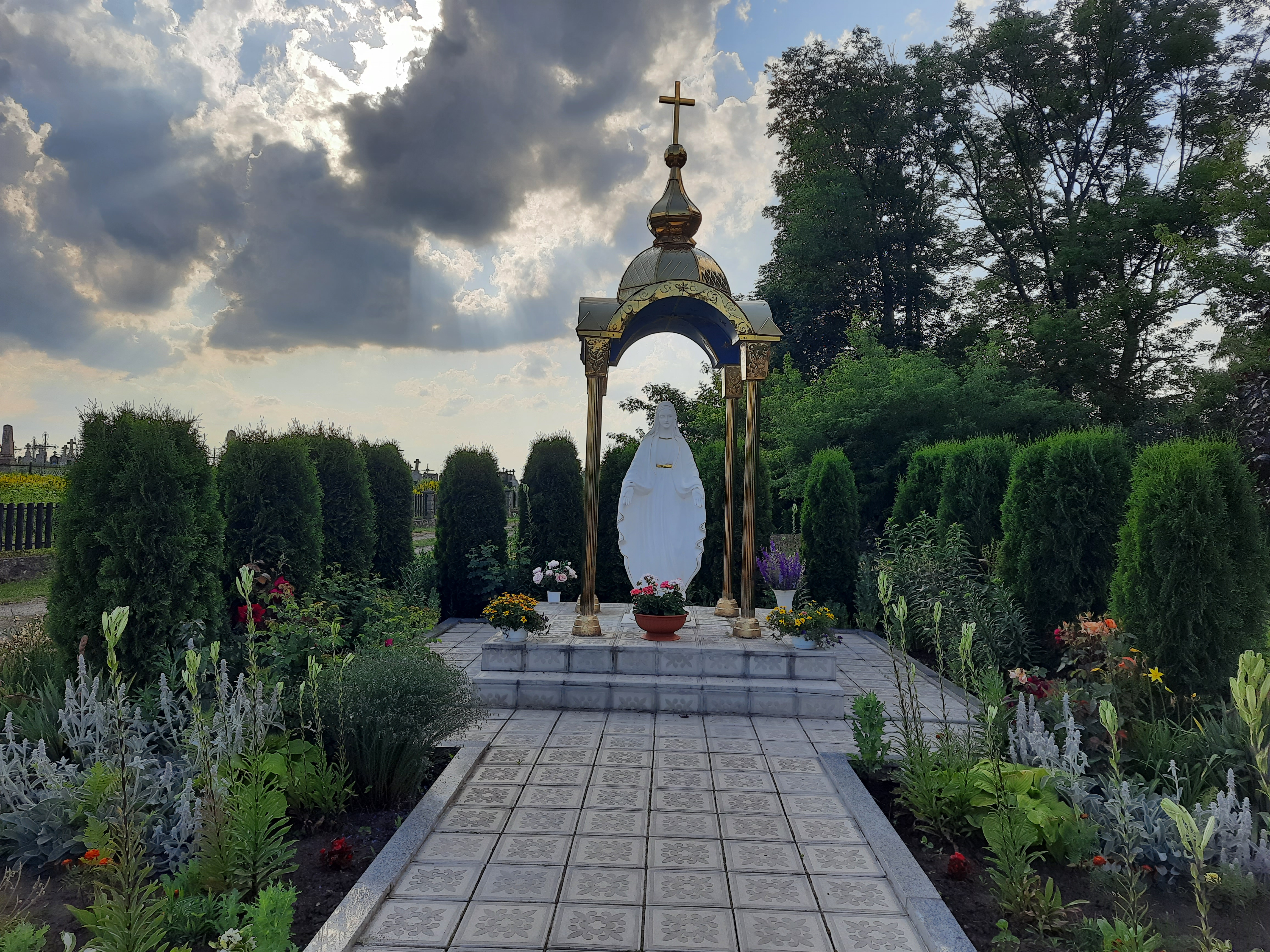
Статуя Божої Матері

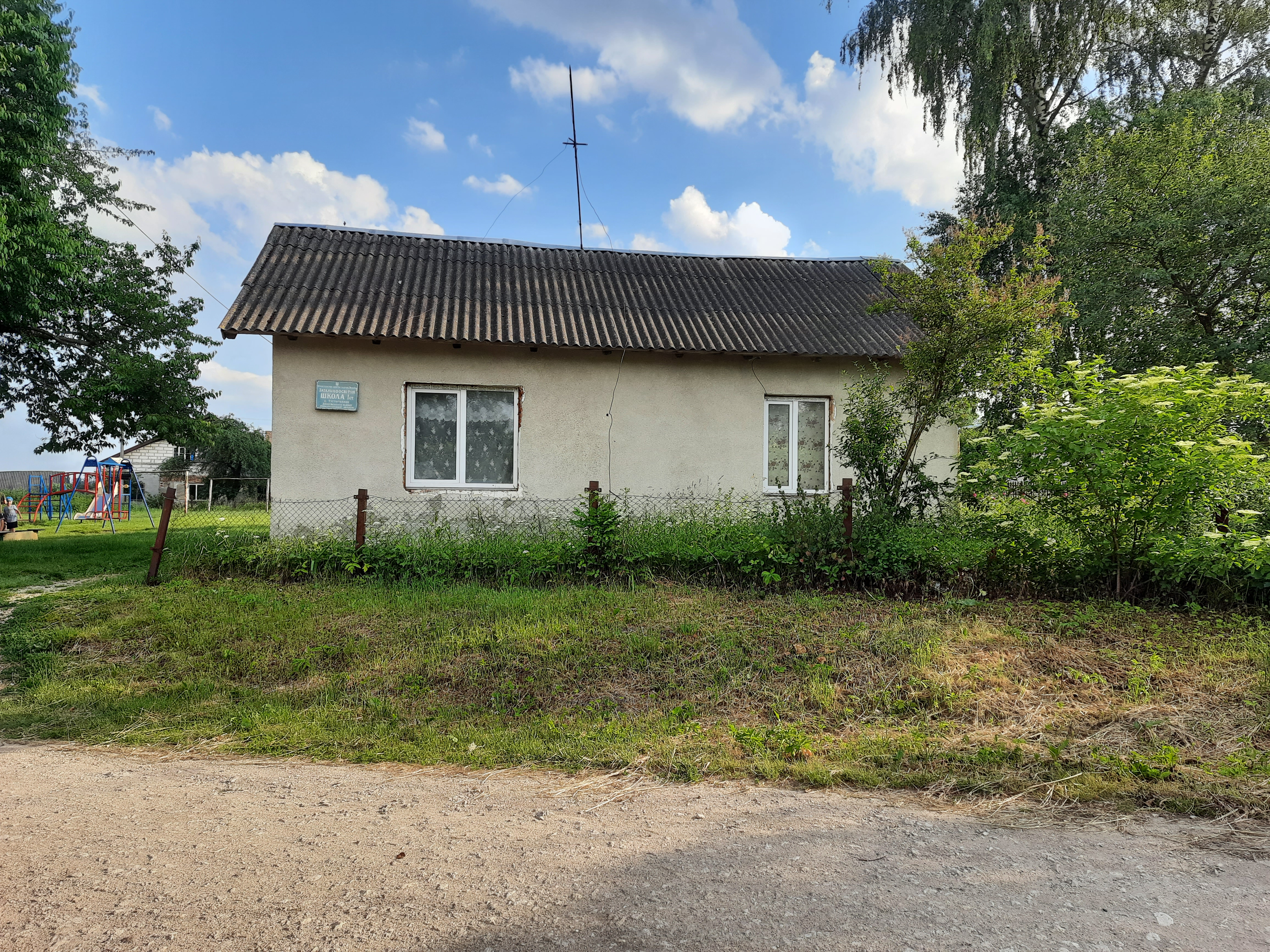
Школа

Тустоголо́ви — село в Україні, у Зборівській міській громаді Тернопільського району Тернопільської області. Розташоване на річці Стрипа, на заході району. До 2016 було підпорядковане Млиновецькій сільській раді.
У селі є зупинний пункт Львівської залізниці. Тут зупиняється приміський електропоїзд, який курсує між Львовом і Тернополем.
Населення — 247 осіб (2007).

## Історія
Перша писемна згадка — 1532.
Діяли товариства «Просвіта», «Луг», «Сільський господар», «Каменярі» та ін., кооператива.
У 1905–1918 належало до Зборівського повіту Галичини, відтак у 1920—1939 роках до Зборівського повіту Тернопільського воєводства у складі Другої Речі Посполитої.
12 червня 2020 року, відповідно до розпорядження Кабінету Міністрів України № 724-р «Про визначення адміністративних центрів та затвердження територій територіальних громад Тернопільської області» увійшло до складу Зборівської міської громади.
19 липня 2020 року, в результаті адміністративно-територіальної реформи та ліквідації Зборівського району, село увійшло до складу Тернопільського району.

## Населення
У 1880 році в селі було 62 хати, у яких мешкало 398 осіб, та 5 двірських домів з 79 мешканцями. Разом в селі мешкало 477 осіб. Релігійний склад був таки:
- греко-католики (українці) — 336;
- римо-католики (головно, поляки) — 121;
- юдеї — 21.

Серед юдеїв-євреїв під час перепису 18 записалися як поляки, 2 як українці (русини).
У 1910 році в селі мешкало 717 осіб. Після Першої світової війни село потерпіло значних демографічних втрат. У міжвоєнний період у Тустоголовах було:
- у 1921 році — 606 мешканців, 107 дворів;
- у 1931 році — 732 мешканці, 129 дворів;
- у 1939 році — 710 мешканців, 138 дворів.

Найпоширенішими прізвищами до Другої світової війни в селі були Барвінський, Вербицький, Мартинюк, Медвідь, Паламар, Кравець, Волошин та Гринькевич.

### Мова
Розподіл населення за рідною мовою за даними перепису 2001 року:
| Мова       | Кількість | Відсоток |
| ---------- | --------- | -------- |
| українська | 222       | 100%     |

## Релігія
Є церква Покрови Пресвятої Богородиці (1939), зведена на місці старої. До 1938 року була дерев'яна церква, яка, за переказами, простояла 300 років. Згоріла під час пожежі, спричиненої ударом блискавки.

## Соціальна сфера
Працює загальноосвітня школа I ступеня.

## Відомі люди

### Народилися
- Ярослав Барвінський - вчений-кардіолог, хірург .

### Пов'язані із селом
- Володимир Розумкевич — батько Оксани Білозір, походить зі села[5].